# Jean Joly
Pour les articles homonymes, voir Jean Joly (résistant) et Joly.
Jean Joly, né le 16 avril 1650 à Troyes (Aube) et mort en 1740 à Montpellier (Hérault), est un sculpteur et fondeur d'art français, actif durant le règne de Louis XIV,.

## Biographie
Jean Joly est né de Jacques Joly et Marguerite Valence dans le faubourg de Croncels (inclus dans la ville de Troyes).
Élève de François Girardon, Jean Joly remporte le premier prix de Rome de sculpture en 1680 pour Fratricide de Caïn mais ne recevra pas ce dernier pour ne pas avoir terminé sa pièce de réception dans les délais impartis. De 1680 à 1686, il séjourne à la villa Médicis de l'académie de France à Rome.
Il travaille aux bâtiments du roi avec les sculpteurs Nicolas Coustou et Antoine Coysevox.
Plusieurs statues décorant le jardin de Versailles sont de lui, dont le Ganymède attribué au sculpteur Pierre Laviron,.

## Œuvres
- 1688 : Versailles, en collaboration avec Nicolas Coustou, ils réalisent les douze bas-reliefs des Trophées de la Musique et de la Chasse ornant les arcades de la façade de l'aile du Midi du Grand Trianon[5],[6] ;
- 1692[7] : Montpellier, il modèle et fond la statue équestre de Louis XIV à destination de la promenade du Peyrou[1] alors que la commande est passée auprès des sculpteurs Pierre Mazeline et Simon Hurtrelle, le 23 septembre 1686[8].